# レイモンド・ラム
レイモンド・ラム（林 峯、Raymond Lam、1979年12月8日-）は、香港の男性歌手、俳優である。身長180cm、体重70kg、血液型はO型、いて座。廈門大学在学中に、アメリカ・南カリフォルニア大学建設科に留学。TVB所属。所属レコード会社はEEG傘下のミュージック・プラス。

## 人物・来歴
本名は林匯文。中国福建省アモイ市出身。2歳の時、アモイから香港へ移住。18歳から19歳までのアメリカ留学を経て、1998年にTVBの俳優養成所に入所。2001年、TVBドラマ『美味情縁』に大抜擢されテレビドラマデビュー。その後、テレビドラマ『尋秦記』、『流金歳月』、『律政新人王』、『大唐双龍傳』、『天涯侠医』、『女人唔易做』、『溏心風暴之家好月圓』などにレギュラー出演し人気を博す。
2007年にEEG傘下のミュージック・プラスと正式に契約を交わし、同年11月23日に初の広東語アルバム「愛在記憶中找你」をリリースした。

## 出演作品

### テレビドラマ (TVB)
| 放映年 | タイトル                       | 役名                             | 協力俳優 |
| ------ | ------------------------------ | -------------------------------- | --- |
| 2001年 | 美味情縁                       | 江上遊-蝦頭 （調理師）           | フローラ・チャン、ロレンス・ン、ミリアム・ヨン、ジョー・マー |
| 2001年 | 尋秦記 タイムコップ B.C.250    | 趙盤 / 嬴政 （貴族、秦の始皇帝） | ルイス・クー、江華、ソニジャ・クオック、ジェシカ・ヘスター・スアン |
| 2002年 | 再生縁                         | 皇甫少華 （将軍）                | ミシェール・イェー、ジョー・マー、ミョーリー・ウー、タヴィア・ヨン |
| 2002年 | 流金歳月                       | 丁善行-Oscar （実業家）          | ガレン・ロー、デリック・ワン、ジェシカ・ヘスター・スアン、タヴィア・ヨン、ミョーリー・ウー、ミシェール・イェー                                                         |
| 2002年 | 雲海玉弓縁                     | 金世遺                           | ミシェール・イェー、レイン・リー、パワー・チャン、ミミ・ロー |
| 2003年 | 律政新人王                     | 樂斌-Ben / 大佬Ben               | ミョーリー・ウー、サミュル・チャン、バーニス・リウ |
| 2004年 | 血薦軒轅                       | 孟磊 / 曹雁 （剣客）             | アダム・チェン、リザ・ウォン、シャーリー・ヨン、ミミ・ロー |
| 2004年 | 大唐双龍伝                     | 寇仲                             | ロン・ン、タヴィア・ヨン、李倩、レイラ・トン、ナンシー・ウー |
| 2004年 | 天涯侠医                       | 齊百恆-Ken （心臓科医師）        | ニック・チョン、ソニジャ・クオック、レイラ・トン、シャロン・チャン |
| 2005年 | Yummy Yummy                    | 游學灃-鵝少 / Daniel （実業家）  | ケビン・チェン、シャーメイン・シェー、タヴィア・ヨン、楊志龍 |
| 2006年 | 覆雨翻雲                       | 風行烈 （モンゴル王子）          | ボスコ・ウォン、シャーメイン・シェー、ソニジャ・クオック、デレク・クオック、ジョン・チアン                                                                             |
| 2006年 | 女人唔易做                     | 斎寬-小斎                        | メリッサ・ン、シェレン・タン、シンディ・アウ、マイケル・ツェー、ケネス・マー                                                                                           |
| 2006年 | 布衣神相                       | 賴薬児                           | タヴィア・ヨン、フランキー・ラム、セレナ・リー、ナンシー・ウー |
| 2007年 | 溏心風暴                       | 程亮-Alfred                      | モーゼス・チャン、リンダ・チョン、ヨーヨー・モン |
| 2007年 | 歳月風雲                       | 華振邦 （実業家）                | ダミアン・ラウ、廖京生、マイケル・ミウ、シャーメイン・シェー、ジェシカ・ヘスター・スアン、ミョーリー・ウー、馮紹峰、ジョー・マー、ロレンス・ン、ジジ・ウォン、ロン・ン |
| 2008年 | 太極                           | 段曉星                           | チウ・マンチェク、ミョーリー・ウー、メリッサ・ン、ケネス・マー、セレナ・リー、ポール・チュン                                                                           |
| 2008年 | 溏心風暴之家好月圓             | 甘永好-管家仔                    | ルイーズ・リー、夏雨、スザンナ・クァン、ミッシェル・イム、モーゼス・チャン、リンダ・チョン、タヴィア・ヨン、ファーラ・チャン、ボスコ・ウォン                           |
| 2008年 | 少年四大名捕                   | 盛崖餘-無情                      | ロン・ン、サミュル・チャン、ケネス・マー、ケイト・チョイ、セレナ・リー                                                                                                 |
| 2010年 | 談情說案                       | 景博-Kingsley king               | ケネス・マー、タヴィア・ヨン |
| 2010年 | 摘星之旅                       | 海星-Hanson                      | ドミニク・ラム、ボスコ・ウォン、トビー・リョン |
| 2011年 | 花花世界花家姐                 | 蔣奕-Hugo                        | シャーメイン・シェー、トビー・リョン |
| 2011年 | 不速之約                       | 邰風                             | 歐陽震華、タヴィア・ヨン |
| 2012年 | 回到三國                       | 諸葛亮                           | ケネス・マー、タヴィア・ヨン |
| 2012年 | 雷霆掃毒                       | 韋世樂-Happy                     | ケイト・チョイ、エラ・クーン |
| 2013年 | 賢后 衛子夫                    | 漢武帝 / 劉徹                    | ワン・ルオダン、シュー・ジェンシー |
| 2016年 | 六扇門                         | 申力行                           | ディリラバ、アレックス・フォン |
| 2017年 | 孤高の皇妃                     | ホンタイジ                       | タン・イーシン、チャン・ルイ |
| 2023年 | 凌雲志〜愛と正義に生きた英雄〜 | 磐石                             | ジャン・モンジエ、赤西仁、ケンジ・ウー、チェン・イエンチュウ |

### テレビドラマ (その他)
| 放映年 | タイトル   | 役名 | 協力俳優                                 |
| ------ | ---------- | ---- | ---------------------------------------- |
| 2007年 | 愛情新呼吸 | 徐凱 | 陳怡蓉、アレックス・フォン、アディ・アン |

### 映画
| 上映年 | タイトル                                  | 役名         | 協力俳優                                   |
| ------ | ----------------------------------------- | ------------ | ------------------------------------------ |
| 2001年 | 別恋                                      | 郭正男-Rick  | レイン・リー、張達明、マーガレット・チョン |
| 2011年 | 白蛇伝説〜ホワイト・スネーク〜            | 許仙         |                                            |
| 2013年 | ドラゴン・コップス -微笑捜査線-           |              |                                            |
| 2013年 | 楊家将〜烈士七兄弟の伝説〜                | 五男・楊延徳 |                                            |
| 2019年 | P風暴                                     | 曹元元       |                                            |
| 2022年 | 神探大戦                                  | 方禮信       |                                            |
| 2024年 | トワイライト・ウォリアーズ 決戦! 九龍城砦 | 陳洛軍       |                                            |
| 未定   | 尋秦記                                    |              |                                            |

## 音楽作品

### アルバム
- 愛在記憶中找你（CD+DVD）広東語（2007年11月23日）
- YOUR LOVE（CD+DVD）広東語（2008年9月10日）
- 林峯黄金劇集歌曲選（MOOV）広東語（2008年10月10日）
- LET'S GET WET（CD+DVD）広東語（2009年6月16日）
- 峯情無限演唱會（DVD）（2009年7月31日）
- COME 2 ME（CD+DVD）広東語（2010年7月17日）
- COME 2 ME CEAUTY LIVE ON STAGE演唱會（DVD）（2010年9月10日）
- FIRST（CD）北京語（2011年3月4日）
- LF（CD+DVD）広東語（2011年7月22日）
- LIGHT UP MY LIVE演唱會（DVD）（2011年9月27日）

### テレビドラマ代表曲
| リリース年 | 歌曲タイトル   | テレビドラマ       | 備考                                                                                | 収録アルバム            |
| ---------- | -------------- | ------------------ | ----------------------------------------------------------------------------------- | ----------------------- |
| 2002年     | 記得忘記       | 再生縁             | エンディング・テーマ                                                                | 『愛上主題曲3』         |
| 2002年     | 真愛難共       | 雲海玉弓緣         | オープニング・テーマ                                                                |                         |
| 2003年     | 忘記傷害       | 律政新人王         | オープニング・テーマ テレビドラマ『流金歳月』挿入歌が使用可能                       | 『愛唱主題曲』          |
| 2004年     | 双子龍         | 大唐双龍伝         | オープニング・テーマ                                                                | 『愛唱主題曲』          |
| 2004年     | 心呼吸         | 天涯侠医           | オープニング・テーマ                                                                | 『Best TVB Drama Hits』 |
| 2005年     | 與朋友共       | Yummy Yummy        | オープニング・テーマ ケビン・チェン、タヴィア・ヨン、シャーメイン・シェーと共に合唱 | 『林峯黄金劇集歌曲選』  |
| 2006年     | 出鞘           | 覆雨翻雲           | オープニング・テーマ                                                                | 『Best TVB Drama Hits』 |
| 2006年     | 領会           | 覆雨翻雲           | 挿入歌                                                                              | 『男人魅』              |
| 2006年     | 游剣江湖       | 游剣江湖           | オープニング・テーマ、北京語歌曲                                                    | 『林峯黄金劇集歌曲選』  |
| 2006年     | 披荊斬刺       | 布衣神相           | オープニング・テーマ                                                                | 『林峯黄金劇集歌曲選』  |
| 2007年     | 心領           | 溏心風暴           | エンディング・テーマ リンダ・チョンと共に合唱                                       | 『歌影傳情』            |
| 2007年     | 愛在記憶中找你 | 歳月風雲           | 挿入歌                                                                              | 『愛在記憶中找你』      |
| 2008年     | 浮生若水       | 太極               | エンディング・テーマ                                                                | 『YOUR LOVE』           |
| 2008年     | 愛不疚         | 溏心風暴之家好月圓 | エンディング・テーマ                                                                | 『YOUR LOVE』           |
| 2008年     | 風暴           | 少年四大名捕       | オープニング・テーマ ロン・ン、ケネス・マー、サミュル・チャンと共に合唱             | 『林峯黄金劇集歌曲選』  |

### その他の歌曲
- 心仍是冷（ミリアム・ヨンと共に合唱、アルバム『正東超合選2—紀念梅艶芳』を収録）
- 快将暑假拍下來（パトリック・タン、アレックス・フォン、レイン・リーと共に合唱）
- 馴獣師之王（テレビアニメ『デジモンテイマーズ』広東語版主題歌）
- 如果在這裡（『別恋』挿入歌、アルバム『電影原声大碟』を収録）
- 香港心（抗炎症主題歌）
- 香港再起飛（抗炎症主題歌）
- 遇強愈勇（2004年TVBアテネオリンピック主題歌、オリンピック六星と共に合唱）
- 來去豁然（2004年TVBアテネオリンピック歌曲、オリンピック六星と共に合唱）
- 你最紅（TVB猴年賀年歌、オリジナル歌手：ツインズ）
- Put Your Hands Up（2006年TVBワールドカップ主題歌、ケビン・チェン、ロン・ン、ボスコ・ウォンと共に合唱）
- 相約廈門（第四回世界合唱競技大会主題歌）
- Be Brave ! 幪面超人!（特撮『仮面ライダー剣』広東語版主題歌）
- 恭喜発財（TVB2007年度楽壇新人鼠年旧正月イメージソング）
- 恭喜恭喜．歡樂年年（2008年TVBアーティスト旧正月イメージソング）
- 雪中送暖（数々のアーティスト合唱）
- 光輝的印記（2008年TVB北京オリンピック主題歌、数々のアーティスト合唱）
- 心火相傳（2008太陽計画主題歌、ケイ・ツェー、キャリー・ンと共に合唱 featuring 農夫、方大同）
- 十項全能（2008年北京オリンピックにおける馬術イメージソング、ジャッキー・チェン、容祖兒、ニコラス・ツェー、イ・ジュンギ、シャーリーン・チョイ、黄耀明、ユミコ・チェン、泳兒、田亮と共に合唱）
- 明天以後（広東語／北京語版）（泳兒と共に合唱、レイモンド・ラムの第二枚ソロアルバム『YOUR LOVE』を収録)